# Karin Wetterström
Karin Hillevi Wetterström, född 27 mars 1908 i Linköpings församling, Östergötlands län, död 27 september 1992 i Linköpings domkyrkoförsamling, Östergötlands län, var en svensk kamrer och högerpartistisk politiker.

## Biografi
Wetterström var ledamot av riksdagens andra kammare från 1949 i valkretsen Östergötlands län. I riksdagen skrev hon 208 egna motioner i skilda ämnen men med särskild uppmärksamhet på sociala frågor. Flera motioner gällde frivilligt försvarsarbete och även kvinnofrågor. Hon gjorde nio interpellationer en om reprissändningar av TV-program under dagtid.
Karin Wetterström var även landstingsledamot. Hon är begravd på Gamla griftegården, Linköping.